# Athamanta turbith
Athamanta turbith är en växtart i släktet Athamanta och familjen flockblommiga växter.
Arten är perenn och förekommer i nordöstra Italien och Slovenien. Den beskrevs först av Carl von Linné och fick sitt nu gällande namn av Felix de Avellar Brotero 1804.

## Underarter
Arten delas in i följande underarter:
- A. t. subsp. haynaldii
- A. t. subsp. hungarica
- A. t. subsp. turbith